# Seznam obcí v Dolních Rakousích
Toto je seznam obcí v rakouské spolkové zemi Dolní Rakousy.

## A
| - Absdorf - Achau - Aderklaa - Aggsbach - Alberndorf im Pulkautal - Albrechtsberg an der Großen Krems - Alland - Allentsteig - Allhartsberg - Altenburg - Altendorf | - Altenmarkt an der Triesting - Altlengbach - Altlichtenwarth - Altmelon - Amaliendorf-Aalfang - Amstetten - Andlersdorf - Angern an der March - Annaberg - Arbesbach - Ardagger | - Artstetten-Pöbring - Aschbach-Markt - Aspangberg-St. Peter - Aspang-Markt - Asparn an der Zaya - Asperhofen - Atzenbrugg - Au am Leithaberge - Auersthal |

## B
| - Bad Deutsch-Altenburg - Bad Erlach - Bad Fischau-Brunn - Bad Großpertholz - Bad Pirawarth - Bad Schönau - Bad Traunstein - Bad Vöslau - Baden - Bärnkopf - Behamberg - Berg - Bergern im Dunkelsteinerwald | - Bergland - Berndorf - Bernhardsthal - Biberbach - Biedermannsdorf - Bisamberg - Bischofstetten - Blindenmarkt - Blumau-Neurißhof - Bockfließ - Böheimkirchen | - Brand-Laaben - Brand-Nagelberg - Breitenau - Breitenfurt bei Wien - Breitenstein - Bromberg - Bruck an der Leitha - Brunn am Gebirge - Brunn an der Wild - Buchbach - Burgschleinitz-Kühnring - Bürg-Vöstenhof |

## D
| - Deutsch-Wagram - Dietmanns - Dobersberg - Dorfstetten | - Drasenhofen - Drosendorf-Zissersdorf - Droß - Drösing | - Dunkelsteinerwald - Dürnkrut - Dürnstein |

## E
| - Ebenfurth - Ebenthal - Ebergassing - Ebreichsdorf - Echsenbach - Eckartsau - Edlitz - Eggenburg - Eggendorf | - Eggern - Eichgraben - Eisgarn - Emmersdorf an der Donau - Engelhartstetten - Ennsdorf - Enzenreith - Enzersdorf an der Fischa | - Enzersfeld im Weinviertel - Enzesfeld-Lindabrunn - Erlauf - Ernstbrunn - Ernsthofen - Ertl - Eschenau - Euratsfeld |

## F
| - Falkenstein - Fallbach - Feistritz am Wechsel | - Felixdorf - Fels am Wagram - Ferschnitz - Fischamend | - Frankenfels - Furth an der Triesting - Furth bei Göttweig |

## G
| - Gaaden - Gablitz - Gaming - Gänserndorf - Gars am Kamp - Gastern - Gaubitsch - Gaweinstal - Gedersdorf - Geras - Gerasdorf bei Wien - Gerersdorf - Gföhl - Gießhübl - Glinzendorf - Gloggnitz - Gmünd - Gnadendorf - Golling an der Erlauf | - Göllersdorf - Göpfritz an der Wild - Göstling an der Ybbs - Göttlesbrunn-Arbesthal - Götzendorf an der Leitha - Grabern - Grafenbach-St. Valentin - Grafenegg - Grafenschlag - Grafenwörth - Gramatneusiedl - Gresten - Gresten-Land - Grimmenstein - Groß-Engersdorf - Groß-Enzersdorf - Groß Gerungs - Groß-Schweinbarth | - Groß-Siegharts - Großdietmanns - Großebersdorf - Großgöttfritz - Großharras - Großhofen - Großkrut - Großmugl - Großriedenthal - Großrußbach - Großschönau - Großweikersdorf - Grünbach am Schneeberg - Gumpoldskirchen - Guntersdorf - Guntramsdorf - Gutenbrunn - Gutenstein - Günselsdorf |

## H
| - Haag - Hadersdorf-Kammern - Hadres - Hafnerbach - Hagenbrunn - Haidershofen - Hainburg an der Donau - Hainfeld - Hardegg - Haringsee - Harmannsdorf - Haslau-Maria Ellend - Haugschlag - Haugsdorf - Haunoldstein - Hausbrunn - Hauskirchen | - Hausleiten - Heidenreichstein - Heiligenkreuz - Heldenberg - Hennersdorf - Hernstein - Herrnbaumgarten - Herzogenburg - Himberg - Hinterbrühl - Hirschbach - Hirtenberg - Hochleithen - Hochneukirchen-Gschaidt - Hochwolkersdorf - Hof am Leithaberge | - Hofamt Priel - Hofstetten-Grünau - Hohe Wand - Hohenau an der March - Hohenberg - Hoheneich - Hohenruppersdorf - Hohenwarth-Mühlbach am Manhartsberg - Hollabrunn - Hollenstein an der Ybbs - Hollenthon - Horn - Höflein - Höflein an der Hohen Wand - Hundsheim - Hürm |

## I
- Inzersdorf-Getzersdorf
- Irnfritz-Messern

## J
- Jaidhof
- Japons
- Jedenspeigen
- Judenau-Baumgarten

## K
| - Kaltenleutgeben - Kapelln - Karlstein an der Thaya - Karlstetten - Kasten bei Böheimkirchen - Katzelsdorf an der Leitha - Kaumberg - Kautzen - Kematen an der Ybbs - Kilb - Kirchberg am Wagram | - Kirchberg am Walde - Kirchberg am Wechsel - Kirchberg an der Pielach - Kirchschlag - Kirchschlag in der Buckligen Welt - Kirchstetten - Kirnberg an der Mank - Klausen-Leopoldsdorf - Klein-Neusiedl - Klein-Pöchlarn - Kleinzell | - Klosterneuburg - Königsbrunn am Wagram - Königstetten - Korneuburg - Kottes-Purk - Kottingbrunn - Krems an der Donau - Kreuttal - Kreuzstetten - Krumau am Kamp - Krumbach - Krummnußbaum |

## L
| - Laa an der Thaya - Laab im Walde - Ladendorf - Langau - Langenlois - Langenrohr - Langenzersdorf - Langschlag - Lanzendorf | - Lanzenkirchen - Lassee - Laxenburg - Leiben - Leitzersdorf - Lengenfeld - Leobendorf - Leobersdorf - Leopoldsdorf - Leopoldsdorf im Marchfelde | - Lichtenau im Waldviertel - Lichtenegg - Lichtenwörth - Lilienfeld - Litschau - Loich - Loosdorf - Ludweis-Aigen - Lunz am See |

## M
| - Mailberg - Maissau - Mank - Mannersdorf am Leithagebirge - Mannsdorf an der Donau - Marbach an der Donau - Marchegg - Maria Laach am Jauerling - Maria Taferl - Maria-Anzbach - Maria Enzersdorf - Maria-Lanzendorf | - Markersdorf-Haindorf - Markgrafneusiedl - Markt Piesting - Martinsberg - Matzendorf-Hölles - Matzen-Raggendorf - Mauerbach - Mautern an der Donau - Meiseldorf - Melk - Michelbach - Michelhausen - Miesenbach | - Mistelbach - Mitterbach am Erlaufsee - Mitterndorf an der Fischa - Mödling - Mönichkirchen - Moorbad Harbach - Moosbrunn - Muckendorf-Wipfing - Muggendorf - Mühldorf - Münchendorf - Münichreith-Laimbach |

## N
| - Nappersdorf-Kammersdorf - Natschbach-Loipersbach - Neidling - Neudorf bei Staatz - Neuhofen an der Ybbs | - Neulengbach - Neumarkt an der Ybbs - Neunkirchen - Neusiedl an der Zaya - Neustadtl an der Donau | - Neustift-Innermanzing - Niederhollabrunn - Niederleis - Nöchling - Nußdorf ob der Traisen |

## O
| - Ober-Grafendorf - Oberndorf an der Melk - Obersiebenbrunn - Oberwaltersdorf | - Obritzberg-Rust - Oed-Oehling - Opponitz | - Orth an der Donau - Ottenschlag - Ottenthal - Otterthal |

## P
| - Palterndorf-Dobermannsdorf - Parbasdorf - Paudorf - Payerbach - Perchtoldsdorf - Pernegg - Pernersdorf - Pernitz - Persenbeug-Gottsdorf - Petronell-Carnuntum - Petzenkirchen | - Pfaffenschlag bei Waidhofen an der Thaya - Pfaffstätten - Pillichsdorf - Pitten - Pöchlarn - Pöggstall - Pölla - Pottendorf - Pottenstein - Poysdorf | - Prellenkirchen - Pressbaum - Prigglitz - Prinzersdorf - Prottes - Puchberg am Schneeberg - Puchenstuben - Pulkau - Purgstall an der Erlauf - Purkersdorf - Pyhra |

## R
| - Raabs an der Thaya - Raach am Hochgebirge - Raasdorf - Rabensburg - Rabenstein an der Pielach - Ramsau - Randegg - Rappottenstein - Rastenfeld - Rauchenwarth | - Ravelsbach - Raxendorf - Reichenau an der Rax - Reingers - Reinsberg - Reisenberg - Retz - Retzbach - Ringelsdorf-Niederabsdorf | - Rohr im Gebirge - Rohrau - Rohrbach an der Gölsen - Rohrendorf bei Krems - Röhrenbach - Röschitz - Rosenburg-Mold - Rossatz-Arnsdorf - Ruprechtshofen - Rußbach |

## S
| - Sallingberg - Sankt Aegyd am Neuwalde - Sankt Andrä-Wördern - Sankt Anton an der Jeßnitz - Sankt Bernhard-Frauenhofen - Sankt Corona am Wechsel - Sankt Egyden am Steinfeld - Sankt Georgen am Reith - Sankt Georgen am Ybbsfelde - Sankt Georgen an der Leys - Sankt Leonhard am Forst - Sankt Leonhard am Hornerwald - Sankt Margarethen an der Sierning - Sankt Martin - Sankt Martin-Karlsbach - Sankt Oswald - Sankt Pantaleon-Erla - Sankt Peter in der Au - Sankt Valentin - Sankt Veit an der Gölsen - Scharndorf - Scheibbs - Scheiblingkirchen-Thernberg - Schollach | - Schönau an der Triesting - Schönbach - Schönberg am Kamp - Schönbühel-Aggsbach - Schönkirchen-Reyersdorf - Schottwien - Schrattenbach - Schrattenberg - Schrattenthal - Schrems - Schwadorf - Schwarzau am Steinfeld - Schwarzau im Gebirge - Schwarzenau - Schwarzenbach - Schwechat - Schweiggers - Seebenstein - Seefeld-Kadolz - Schwarzenbach an der Pielach - Seibersdorf - Seitenstetten - Semmering - Senftenberg - Sieghartskirchen - Sierndorf | - Sigmundsherberg - Sitzenberg-Reidling - Sitzendorf an der Schmida - Sollenau - Sommerein - Sonntagberg - Sooß - Spannberg - Spillern - Spitz - St. Pölten - Staatz - Statzendorf - Steinakirchen am Forst - Stetteldorf am Wagram - Stetten - Stockerau - Stössing - Straning-Grafenberg - Straß im Straßertale - Strasshof an der Nordbahn - Stratzing - Strengberg - Stronsdorf - Sulz im Weinviertel |

## T
| - Tattendorf - Teesdorf - Ternitz - Texingtal - Thaya - Theresienfeld | - Thomasberg - Traisen - Traiskirchen - Traismauer - Trattenbach | - Trautmannsdorf an der Leitha - Trumau - Tulbing - Tulln an der Donau - Tullnerbach - Türnitz |

## U
- Ulrichskirchen-Schleinbach
- Unserfrau-Altweitra
- Untersiebenbrunn
- Unterstinkenbrunn

## V
- Velm-Götzendorf
- Viehdorf
- Vitis
- Vösendorf

## W
| - Waidhofen an der Thaya - Waidhofen an der Thaya-Land - Waidhofen an der Ybbs - Waidmannsfeld - Waldegg - Waldenstein - Waldhausen - Waldkirchen an der Thaya - Wallsee-Sindelburg - Walpersbach - Wang - Warth - Wartmannstetten - Weiden an der March - Weikendorf´ - Weikersdorf am Steinfelde | - Weinburg - Weinzierl am Walde - Weissenbach an der Triesting - Weißenkirchen an der Perschling - Weißenkirchen in der Wachau - Weistrach - Weiten - Weitersfeld - Weitra - Wiener Neudorf - Wiener Neustadt - Weinerwald - Wieselburg - Wieselburg-Land - Wiesmath - Wildendürnbach - Wilfersdorf | - Wilhelmsburg - Willendorf - Wimpassing im Schwarzatale - Windigsteig - Winklarn - Winzendorf-Muthmannsdorf - Wölbling - Wolfpassing - Wolfsbach - Wolfsgraben - Wolfsthal - Wolkersdorf im Weinviertel - Wöllersdorf-Steinabrückl - Wullersdorf - Würflach - Würmla |

## Y
- Ybbs an der Donau
- Ybbsitz
- Yspertal

## Z
| - Zeillern - Zeiselmauer-Wolfpassing - Zelking-Matzleinsdorf - Zellerndorf | - Ziersdorf - Zillingdorf - Zistersdorf | - Zöbern - Zwentendorf an der Donau - Zwettl - Zwölfaxing |